# 이규호 (배우)
이규호(1985년 3월 5일~)는 대한민국의 배우이다.

## 출연작

### 드라마
- 《아름다운 날들》(2001년, SBS)
- 《선물》(2002년, MBC)
- 《올인》(2003년, SBS)
- 《홀리랜드》(2012년, Superaction) - 진성회 이규호 역
- 《트라이앵글》(2014년, MBC) - 떡대 역
- 《나쁜 녀석들》(2014년, OCN) - 덩치 역
- 《힐러》(2015년, KBS2) - 용식 역
- 일일드라마 《마녀의 성》[1] (2015년, SBS) - 향이 매니저 역
- 《리멤버 - 아들의 전쟁》(2015년, SBS) - 도박장 조폭 역
- 《동네변호사 조들호》(2016년, KBS2) - 덩어리 역
- 《나청렴의원 납치사건》(2016년, SBS) - 박인구의 졸개 역
- 《마스터 - 국수의 신》(2016년, KBS2)
- 《낭만닥터 김사부》(2016년, SBS) - 미스터 구 / 구황우 역
- 《안투라지》(2016년, tvN)
- 《추리의 여왕》(2017년, KBS2)
- 《다시 만난 세계》(2017년, SBS)
- 《스위치 - 세상을 바꿔라》(2018년, SBS) - 신장훈 역
- 《배드파파》(2018년, MBC) - 박실장 역
- 《왜그래 풍상씨》(2019년, KBS2) - 요땡 역
- 《열혈사제》(2019년, SBS) - 쵸코 역
- 《으라차차 와이키키 2》(2019년, JTBC) - 사장님 아들 역
- 《이몽》  (2019년, MBC) - 윤세주 역
- 《스토브리그》(2019년, SBS) - 천흥만 역
- 《낭만닥터 김사부 2》(2020년, SBS) - 미스터 구 / 구황우 역
- 《모범형사》(2020년, JTBC) - 건달 역
- 《경이로운 소문》(2020년, OCN) - 떡대 역
- 《불가살》(2021년, tvN) - 두억사니 역
- 《종이의 집: 공동경제구역》(2022년, 넷플릭스) - 오슬로 역 (일어 성우진: 마츠카와 히로키)
- 《아일랜드》(2022년, TVING)
- 《모범택시 2》(2023년, SBS) - 권두식 역
- 《구미호뎐 1938》(2023년, tvN) - 오오가마 역
- 《다리미 패밀리》(2024년, KBS2) - 양길순 역 (특별출연)
- 《모텔 캘리포니아》(2025년, MBC) - 미스터 권 역

### 영화
- 《아 유 레디?》(2002년) - 곰연기 4 역
- 《굳세어라 금순아》(2002년) - 광팔 부하 3 역
- 《품행제로》(2002년) - 중필반 아이들 역
- 《말죽거리 잔혹사》(2004년) - 야생마 패거리 선도부원 역
- 《무서운 이야기》(2012년) - 괴한 2 역
- 《해와 달》(2012년) - 괴한 2 역
- 《슈퍼맨 강보상》(2013년) - 경호원 2 역
- 《친구 2》(2013년) - 형두떡대 역
- 《해적: 바다로 간 산적》(2014년) - 물곰 역
- 《타짜: 신의 손》(2014년) - 황 박사 건달 역
- 《워킹걸》(2015년) - 토이앤죠이직원 역
- 《위험한 상견례 2》(2015년) - 백두급 역
- 《은밀한 유혹》(2015년) - 펍덩치큰남자 역
- 《검사외전》(2016년) - 현석 패거리 5 역
- 《날, 보러와요》(2016년) - 카메라맨 역
- 《바운티 헌터스: 현상금사냥꾼》(2016년) - 엄삼부하 역
- 《더 킹》(2017년) - 들개파 3 역
- 《조작된 도시》(2017년) - 무전남 (목소리) 역
- 《불한당: 나쁜 놈들의 세상》(2017년) - 짝짝이 재소자 1 역
- 《범죄도시》(2017년) - 춘식이파 행동대장 역
- 《챔피언》(2018년) - 펀치 역
- 《롱 리브 더 킹: 목포 영웅》(2019년) - 돼지삼형제 1 역
- 《타짜: 원 아이드 잭》(2019년) - 기도 역
- 《신의 한 수: 귀수편》(2019년) - 떡대 역
- 《쌍칼》(2019년) - 조영권 역
- 《초미의 관심사》(2020년) - 재즈바 사장 역
- 《살아있다》(2020년) - 덩치 큰 감염자 역
- 《그라운드 제로》(2021년) - 덩치 역
- 《천박사 퇴마 연구소: 설경의 비밀》(2024년) - 이장 역
- 《시민덕희》(2024년) - 덩치 1 역

### 텔레비전 프로그램
- 《덩치 서바이벌-먹찌빠》(2023년) - 고정출연